# Bastgöl (Mortorps socken, Småland)
Bastgöl är en sjö i Kalmar kommun i Småland och ingår i Hagbyåns huvudavrinningsområde.